# Aeroportul McCarthy
Aeroportul McCarthy (IATA: MXY, ICAO: PAMX, FAA LID: 15Z) este un aeroport din Valdez–Cordova Census Area⁠(d), Unorganized Borough, Alaska, Alaska, Statele Unite ale Americii ce deservește zona McCarthy⁠(d). Aeroportul a fost tranzitat în 2019 de 6 pasageri. A fost numit după zona deservită.
Situat la o altitudine de 467 m, aeroportul dispune de 1 pistă. Este operat de Alaska Department of Transportation & Public Facilities⁠(d).

## Infrastructură

### Piste
Aeroportul dispune de o singură pistă. Pista 01/19 are suprafața de pietriș și dimensiunile 3.501 picioare × 60 picioare. 